# Giovanni Anfossi
Giovanni Maria Anfossi (* 6. August 1864 in Ancona; † 16. November 1946 in Mailand) war ein italienischer Pianist, Komponist und Musikpädagoge.

## Leben und Wirken
Anfossi studierte am Mailänder Konservatorium Klavier bei Francesco Simonetti und Giuseppe Martucci und Komposition bei Paolo Serrao und Pietro Platania. 1887 legte er als Diplomarbeit die Kantate Ode all’amore für vierstimmigen Chor und Orchester vor. Im Folgejahr wurde er Klavierlehrer am Collegio reale in Verona, zugleich begann er seine Laufbahn als Pianist.
1894 wurde er als Klavierlehrer an das Istituto Bruni-Morandi in Mailand berufen. Hier gründete er eine eigene Musikschule, die er nach seinem berühmten Vorfahren Pasquale Anfossi benannte und aus der Pianisten wie Luisa Bàccara und Arturo Benedetti Michelangeli hervorgingen. Daneben war er viele Jahre Mitglied der Prüfungskommission am Conservatorio Giuseppe Verdi und Mitarbeiter der Gazzetta Musicale.

## Werke
- Ouverture per orchestra, 1881
- Rebellio, sinfonische Dichtung für Orchester, UA 1883
- Cantata all’Italia für vierstimmigen Chor und Orchester, UA 1885
- Cantica sacra e Cantica funebre für zweistimmigen Kinderchor und Orgel, 1886
- Ouverture per orchestra, 1888
- Dialogo d’amore e Scherzo für Streichquartett und Klavier, 1889
- Sala della Gran guardia vecchia, Ode für Chor und Orchester, 1890
- Impressioni musicali für dreistimmigen Frauenchor und Klavier, 1913
- Diana italica, Hymne für Chor und Orchester oder Klavier
- Ricordanze per pianoforte, 1914
- Due impressioni per pianoforte, 1914